# Liste der Kulturdenkmale in Rastenberg
In der Liste der Kulturdenkmale in Rastenberg sind alle Kulturdenkmale der thüringischen Stadt Rastenberg (Landkreis Sömmerda) und ihrer Ortsteile aufgelistet (Stand: 2006).

## Rastenberg
Denkmalensembles
| Bild                                    | Bezeichnung | Lage                          | Datierung | Beschreibung | ID |
| --------------------------------------- | --- | ----------------------------- | --------- | ------------ | -- |
| Direkt Bild zu diesem Denkmal hochladen | Altstadt innerhalb der historischen Stadtmauer                                                                                  | Koordinaten fehlen! Hilf mit. |           |              |    |
| Direkt Bild zu diesem Denkmal hochladen | Denkmalensemble „Coudrayplatz“ mit Kirche, Coudrayplatz 2, 3, 5, 6, 7 sowie Lossaer Straße 2, 4, 6, 8,10, 12 sowie Stadtwand 28 | Koordinaten fehlen! Hilf mit. |           |              |    |

Einzeldenkmale
| Bild                                    | Bezeichnung                                                                 | Lage                          | Datierung | Beschreibung | ID |
| --------------------------------------- | --------------------------------------------------------------------------- | ----------------------------- | --------- | ------------ | -- |
| weitere Bilder Fotos hochladen          | Liebfrauenkirche mit Ausstattung                                            | Kirchplatz 1 (Karte)          | 1826      |              |    |
| Fotos hochladen                         | Stadtbefestigung                                                            | Koordinaten fehlen! Hilf mit. |           |              |    |
| weitere Bilder Fotos hochladen          | Reste der Raspenburg                                                        | (Karte)                       |           |              |    |
| Direkt Bild zu diesem Denkmal hochladen | Hofanlage                                                                   | Am Schulberg 4                |           |              |    |
| Fotos hochladen                         | Friedhof – Grabstätte der Familie Hickethier, Friedhofskapelle, Einfriedung | Am Schulberg                  |           |              |    |
| Fotos hochladen                         | Hofanlage                                                                   | Herrenstraße 7                |           |              |    |
| Fotos hochladen                         | Wohnhaus                                                                    | Herrenstraße 24               |           |              |    |
| Direkt Bild zu diesem Denkmal hochladen | Inschriftensteine und Kämpferstein                                          | Herrenstraße 34               |           |              |    |
| Direkt Bild zu diesem Denkmal hochladen | Wohnhaus mit Nebengebäuden und Gewölbekeller mit Gängen (ca. 150 m)         | Hinter dem Burg 5a            |           |              |    |
| Direkt Bild zu diesem Denkmal hochladen | Vordermühle (Giebel)                                                        | Hinter der Burg 6             |           |              |    |
| Direkt Bild zu diesem Denkmal hochladen | Grund- und Regelschule                                                      | Kirchallee 4                  |           |              |    |
| Direkt Bild zu diesem Denkmal hochladen | ehem. Katholische Kirche                                                    | Kirchallee 18                 |           |              |    |
| Direkt Bild zu diesem Denkmal hochladen | Grenzstein                                                                  | Klefferteich                  |           |              |    |
| weitere Bilder Fotos hochladen          | Rathaus                                                                     | Markt 1 (Karte)               |           |              |    |
| Fotos hochladen                         | Hofanlage                                                                   | Markt 9                       |           |              |    |
| Direkt Bild zu diesem Denkmal hochladen | Inschriftstein                                                              | Mühlstraße 7                  |           |              |    |
| weitere Bilder Fotos hochladen          | Raspehaus                                                                   | Raspeplan 1 (Karte)           | 1605      |              |    |
| Direkt Bild zu diesem Denkmal hochladen | Tür                                                                         | Ritterstraße 2                |           |              |    |
| Direkt Bild zu diesem Denkmal hochladen | Wohnhaus                                                                    | Ritterstraße 4                |           |              |    |
| weitere Bilder Fotos hochladen          | Waldbad                                                                     | Rothenbergaer Straße (Karte)  |           |              |    |
| Direkt Bild zu diesem Denkmal hochladen | Trinkhalle und Gesundbrunnen                                                | Rothenbergaer Straße          |           |              |    |
| Direkt Bild zu diesem Denkmal hochladen | Brücken über die Losse an der Mühlstraße und an der Herrenstraße            | Koordinaten fehlen! Hilf mit. |           |              |    |

## Bachra
Einzeldenkmale
| Bild                                    | Bezeichnung                                                                         | Lage                          | Datierung | Beschreibung | ID |
| --------------------------------------- | ----------------------------------------------------------------------------------- | ----------------------------- | --------- | ------------ | -- |
| weitere Bilder Fotos hochladen          | Kirche mit Ausstattung und Friedhof mit historischen Grabsteinen und Kriegerdenkmal | Schulstraße (Karte)           |           |              |    |
| Direkt Bild zu diesem Denkmal hochladen | Turmwindmühle in der Flur                                                           | Koordinaten fehlen! Hilf mit. |           |              |    |
| Direkt Bild zu diesem Denkmal hochladen | Hofanlage                                                                           | Bergstraße 100                |           |              |    |
| Direkt Bild zu diesem Denkmal hochladen | Hofanlage                                                                           | Bergstraße 103                |           |              |    |
| weitere Bilder Fotos hochladen          | ehemaliges Schloss Bachra einschließlich Park und Umfriedung                        | Schulstraße 64 / 65 (Karte)   |           |              |    |

## Roldisleben
Einzeldenkmale
| Bild                           | Bezeichnung            | Lage    | Datierung | Beschreibung | ID |
| ------------------------------ | ---------------------- | ------- | --------- | ------------ | -- |
| weitere Bilder Fotos hochladen | Kirche mit Ausstattung | (Karte) |           |              |    |

## Rothenberga
Einzeldenkmale
| Bild                                    | Bezeichnung            | Lage            | Datierung | Beschreibung | ID |
| --------------------------------------- | ---------------------- | --------------- | --------- | ------------ | -- |
| Direkt Bild zu diesem Denkmal hochladen | Kirche mit Ausstattung | Kirchplatz 1    |           |              |    |
| Direkt Bild zu diesem Denkmal hochladen | Hofanlage              | Bahnhofstraße 1 |           |              |    |
| Direkt Bild zu diesem Denkmal hochladen | Hofanlage              | Oberdorfstr. 4  |           |              |    |

## Schafau
Einzeldenkmale
| Bild                           | Bezeichnung            | Lage    | Datierung | Beschreibung | ID |
| ------------------------------ | ---------------------- | ------- | --------- | ------------ | -- |
| weitere Bilder Fotos hochladen | Kirche mit Ausstattung | (Karte) |           |              |    |

## Quelle
- Landkreis Sömmerda. (Memento vom 1. Februar 2017 im Internet Archive; PDF; 160 kB) landkreis-soemmerda.de, Auszug aus dem Denkmalbuch des Landes Thüringen